# ノブレス
『ノブレス』（朝: 노블레스、英:NOBLESSE）は、Jeho Son原作、Kwangsu Lee作画による韓国のウェブトゥーン。『NAVER WEBTOON』にて2007年12月30日から2019年1月7日まで連載された。日本でも『LINEマンガ』にて和訳版が2017年から配信開始。
「NOBLESSE」と呼ばれる絶対的な力と謎の組織とされる「ユニオン」の改造人間で「貴族」と呼ばれる存在等のキャラクターによるダーク・ファンタジーアクションが描かれる。

## あらすじ
820年経過し、その長い間の眠りから目覚めた少年・カディス・エトラマ・デ・ライジェルは、「NOBLESSE」と呼ばれる高貴なる血および精神を持った貴族の守護者の一人だった。
フランケンシュタインと呼ばれる忠実な執事は、ライジェルを保護するために理事長として運営する私立芸欄（イェラン）高等学校へ入学させることになった。
その後、ライジェルはしばらくは高校で同じクラスメイトと交わって日常を過ごしていた、「ユニオン」と呼ばれる世界征服を企む謎の組織は、とある目的を行おうと改造人間を送り込んで、ライジェルらの身のまわりを脅かそうとする。ライジェルは、保護するべきだとされる人々のため、自ら自身の持つ絶対的な力を使わなければならなくなることになり、世界が動き始めようとする。

## 登場人物
声の項はテレビアニメ / OVA版の声優。特記無き場合はテレビアニメ版。

### 主要人物
カディス・エトラマ・デ・ライジェル
声 - 新垣樽助
本作の主人公。「NOBLESSE」と呼ばれる絶対的な力を持つ存在であり、820年の長年は眠っていたが、人間の世界へと目覚めて高校生として私立芸欄高等学校での生活を送ることになる。同級生やM-21達からは「ライ」若しくは「ライ様」と呼ばれ、かつての同胞達からは「ライジェル様」、現在のロードであるラスクレアからは「ライジェル」と呼ばれている。
少し癖のある黒髪に赤眼。左耳にクロスモチーフのピアスを、右手の中指に指輪を付けている。ピアスは強力な力を封印する結界でもある。誰もが見惚れる整った容姿を持ち、一見寡黙でクールに見えるが、非常に慈悲深く思いやりと情愛を持ち、弱者や大切な者達のためなら自分の命を犠牲にすることも厭わない。820年前の頃から多くの貴族に慕われている。現代でも同級生の田代達にも表情や口にこそ出さないが、強い友愛を抱いており、共に暮らしているM-21達のことは家族と認識している。
820年振りに目覚めた現代での生活にはあまり順応出来ておらず、発展した人間の文明に驚く様子を多々見せている。現代で初めて食したラーメンを気に入っており、麺が伸びることを「量が増えた」と表現し、ラーメンを提供されたら必ず量が増えるのを待ってから食す。極度の方向音痴。コーヒーに砂糖を7、8杯入れる甘党。
貴族の家主とロードが必ず所有しているソウルウェポンだが、彼のソウルウェポンは武器ではなく、高貴な血と魂こそがソウルウェポンであり、戦闘時には血を使った異能で他者を圧倒するが、強大な力を使うことは自分の命を消費することも意味している。
フランケンシュタイン
声 - 平川大輔
ライの従者で、私立イェラン高等学校の理事長。自身の学校の生徒を大切に思い、非常に良心的な学校経営を行なっている。
金色の長髪をした美男子で基本的に優雅で穏やかだが、敵対者などに威圧的な言動となる。反面、ライ同様に慈悲深く、元は敵対していたM-21達に対しても、その境遇を憐れみ気遣いや思いやりを見せている。しかし、敵対する者や醜悪な人格の相手に好戦的で攻撃的な姿勢となり、口調も荒々しいものとなる。
几帳面で綺麗好きなため、田代達が遊びに来て菓子クズを散らかす度に静かに耐えている。
学生やライを脅かす危機が迫った時は、鋭利な黒いエネルギー攻撃を用いて敵を制圧する。
M-21
声 - 大西弘祐 / 小田久史
ユニオンが進行していた身体改造の実験の中でドクタークロンベルが主導したMシリーズの実験体の一人。
灰色の髪と口の右側に縦傷の付いた美男子。非人道的な環境で生きた経験から当初は無関係の民間人である田代達を巻き込むことも厭わなかったがライ達との出会いやイェラン高校での生活を通して少しずつライ達に心を開くようなり、学生の田代達にも思いやりや優しさを見せるようになる。
実験が失敗に終わった後、同じく生き残ったM-24と共に、下級エージェントとして引き続き組織に身を置いていた。組織が発見した棺の回収任務で、ライ、フランケンと衝突する。その後はライ達を味方に付けることを考え、協力関係となるも、ジェイクによってM-24を失い、M-24や仲間達の名前を探す為にライ達と行動を共にすることになり、現在はフランケンシュタインの家に居候しながらイェラン高校で警備員として働いている。
実験を通してウェアウルフの力を手に入れるも、完全なコントロールが不可能な状態にあるが、ライをして強大な力を持つことが語られており、一度ライの力を借りて覚醒した際には圧倒的な力を発揮している。覚醒してからは少しずつだが力をコントロール出来るようになりつつある。
タオ
声 - 中澤まさとも
RKのNO.1であり、情報収集担当。当初はユニオン内のチーム『DA-5』に所属していた。
黒髪のマッシュルームカットで、前髪右側に白いメッシュを入れた青年。基本的にフレンドリーで温厚な性格で、非人道的なDA-5のメンバーの中ではタキオと並んで良心的な人格の持ち主。また、有事の際には冷静で頭の回転が早く常に的確な言動を行うことが出来る。
戦闘では集めた情報を元に後方から指示を出す他、電気が流れる紐を張り巡らせて敵を攻撃する。
ユニオンの任務で警察署のサーバーをハッキングした際に、ネットワーク越しに学と出会う。侵入側と防衛側ではあるが、自分と同レベルの情報処理能力を持つ存在にお互い意気投合し、後に実際に会ってお茶をするほどに交流を持つようになり、学からは『兄貴』と呼ばれ尊敬されている。その後は学達に危害を加えたDA-5を裏切り対立する。事件解決後はM-21同様にイェラン高校の警備員として勤務することになる。
タキオ
声 - 大塚剛央
RKのNO.2であり、スナイパー。当初はユニオン内のチーム『DA-5』に所属していた。
紫の腰より長いポニーテールに、切れ長の薄い水色の目をし、高身長で筋肉質な体型した美青年。左耳にリングピアスを付けている。DA-5時代には、冷酷な男として知られていたが、敵の兵士の子どもや戦闘に巻き込まれた一般人を逃がすなど、本来は慈悲深く心優しい性格であり、子ども好きである。民間人にカツアゲにあった際も、相手が大きな危害を与えるつもりがなさそうなことや、事が大きくなることを避けたいがために、抵抗もせず財布を渡そうとしていた。
ユニオンに妹を人質にされており、彼にとって妹の話は禁句であるが、妹のことはとても大切に思っている。しかし、これはドクターアリスの策略であり実際は妹など存在しない。
タオとはDA-5時代から話す方で、日本語もタオから教わった。間違った日本語を教えられたことにレジスから指摘されるまで気付かないなど、騙されやすい一面もある。
タオ同様にライ達と交戦し、フランケンシュタインに敗北するも一命を取り留め、その後はタオ同様にイェラン高校の警備員となる。
フランケン邸ではM-21と共に皿洗い係をしている。裕介からの恋愛相談から逃げるなどM-21･タオ同様に恋愛は専門外の様子。

### 一般人
田代 裕介（たしろ ゆうすけ）
声 - 岩崎諒太 / 畠中祐
ライが通う高校のクラスメイト。人間離れした身体能力を持ち、強い正義感を持つ熱血青年。
少々がさつながらも面倒見が良く転校生のライやレジスやセーラの世話を焼く（というよりも焼かされている）。学とは親友の間柄でとても仲が良く普段からよく共に行動している。非常に腕っぷしが立ち、改造人間が感心する程の戦闘能力を持つ。
加瀬 学（かせ まなぶ）
声 - 浜田洋平 / 永塚拓馬
ライジェルが通う高校のクラスメイトの眼鏡を掛けた少年。田代とは親友。IT分野において優れた能力を持ち、コンピューター分野の能力に秀でている。
岩田 恵美（いわた えみ）
声 - 米澤円
ライと同じクラスであり、田代と学とは幼い頃からの友人。事件に巻き込まれる時はいつも二人の友人が守ってくれるが、普段はその二人を守る姉のような存在。
凛花（りんか）
人気タレントとしてTVやCMで活躍している。休学から復帰し、友人である田代、学、岩田と行動を共にする。

### 貴族
ルケドニアに暮らす強大な力を持った血族。人間に比べて圧倒的に長命。血筋ごとに家門を構えており、家門の代表者は家主と呼ばれる。貴族の長であるロードに忠誠を誓う。
レジス・K・ランデグル
声 - 若山晃久
ユニオンが起こした事件を調査する為にセーラと共にルケドニアからイェラン高校にやって来た貴族の一人。
銀髪のオールバックで、サイドに黒いメッシュが入った髪型をした美少年。性格は生真面目で実直、貴族の矜持を大切にし、下品なものを酷く嫌う。貴族の役割が大きく変わった現代でも、人間という弱い者を守るという貴族のルールを大事にしている。基本的に厳格な性格だがセーラには頭が上がらなかったり、田代達の為に格下の改造人間に無抵抗で攻撃を受けるなど根は誠実さと実直さを併せ持つ性格。M-21と火花を散らし、フランケンシュタインの頭痛の種となっている。
成人式を迎えておらず、貴族の能力が未覚醒の状態だが、それでもユニオンの改造人間を圧倒する実力を持つ。
セーラ・J・ロイアード
声 - 茅野愛衣
ユニオンが起こした事件を調査する為にレジスと共にルケドニアからイェラン高校にやって来た貴族の一人。
長く美しい銀髪に赤目の美少女。寡黙な性格だが、手料理を褒められて照れる姿や、田代に鞄を手渡して笑顔を見せるなどの、クールなだけではない一面も垣間見せる。レジスとは昔から共に行動し手のかかる弟のような存在であり、時折頭を撫でたりしている。
ロイアード家の現家主。貴族の間でかつて起こった陰謀により両親を亡くす。家門に一人残されることとなって以来、100年以上一人で家門を背負う。家主の中では最も若い。
戦闘時にはロイアード家のソウルウェポン、デスサイドを用いて戦う。攻撃時にローブを纏った白骨が現れ、セーラと同じ動作で鎌を振るう。その姿は人間の間で死神の語源になったとも言われている。
ゲシュテル・K・ランデグル
声 - 山本格
ランデグル家の現家主でありレジスの祖父。先代ロードが治めていた時代から家主として貢献している古株。
レジス同様に実直で誠実な性格。ただし、レジス以上に厳格でもあり、普段は孫のレジスには厳しく接している。ただし、レジスの成長に歓喜するなど、親バカな一面もある。レジスと姉弟のような関係であるセーラのことも気に掛けている。また、レジス同様に若干天然気味な面もある。
820年前の頃よりライジェルとは面識があり現在でも敬意を払っている。
先代ロードに賛同し永眠を申し出るも自分たちの死後のことを託されたが、先代ロードと共に永眠した古参の家主の死は想像以上に混乱と動揺を招いてしまう。つけ入ろうとする心無い者たちが吹聴した噂を真に受けたラスクレアと他の貴族がライジェルを先代ロードを殺害した反逆者と看做し、存在しない敵を憎むことで奮い立ったラスクレアとそんな彼女に同調することで貴族たちが結束したため真相を知りながら沈黙してしまう。ライジェルやセーラが強制永眠の刑を阻止しようとするも受け入れようとしたのは、真相を隠蔽した罪を償うためだった。
エルガ・ケネシス・ディ・ラスクレア
声 - 竹達彩奈
ルケドニアの貴族達を束ねる現ロード。
美しい黒髪をした赤目の美少女。貴族達を束ねる者として常に冷静且つ厳格に振る舞っているが、内心では若くしてロードになったことへの不安と先代のロードである父への劣等感から当初はロードとして不適切な言動を行ってしまうこともあった。しかし、ライジェルとの再会以降は己を見つめ直し、自分なりのやり方でロードとしての生き方を見出していく。また、ライジェル対して想いを寄せている節がある。
生前、亡き父がライジェルに「ロードにならないか?」と言ったため、それが愛娘を子供と見てしまう親バカゆえにライジェルにという発言だと知らず彼を憎み、心無い者たちの讒言を真に受ける結果となった。自身とライジェルのラグナロクに込められた先代ロードの残留思念により真相を知り、父の変わらぬ愛情を悟るのだった。
ソウルウェポンは剣型のラグナロク。
先代ロード
声 - 間島淳司
ラスクレアの父。半永久的に生きることができ徒に年を重ねた者たちが古い掟に従い一族を統治するがゆえに不変の貴族だが、一日でも長く生きるため強くなろうと努力を重ねる人間のように進化すべきと考え、あるクソ生意気な人間に「気に食わないルールがあるならやめちまえ」と言われ、新しい世代にルケドニアの未来を託すべく自身の生に幕を引くことを決意した。賛成して同様に永眠を申し出る家主たちの中でゲシュテルに未来を見届けることを命じて永眠に就いた。ライジェル曰く「親バカ」。

### ユニオン
人間は支配するべき存在だとし、科学の力で異能の力を手に入れ、裏で世界を操っている組織。ユニオンの最高幹部には13人の長老達が存在し、何名かはロードから反逆した裏切りの貴族達も在席している。

### アサッシンチーム
ドクタークロンベルの下に属する戦闘要員。
ジェイク
声 - 大川透
アサッシンチームに所属する改造人間の男性。非常に残忍な性格であり組織で失敗作とされるM-21とM-24を痛ぶったり無関係の民間人を虐殺するなど醜悪な人物。任務でライ達と衝突した際にはライの圧倒的な力の前に為す術も無く消滅した。
マリ
声 - 生天目仁美
アサッシンチームに所属する改造人間の女性。
基本的に冷静且つ慎重な性格だが、ジェイク同様に冷酷非情でありM-21やM-24を失敗作として蔑んでいる。ジェイクと共に行動し任務中に裏切ったM-21を処分しようとしたがフランケンシュタインに阻まれ対峙。
最後には力を開放した彼の前に成すすべなく倒された。

### DA-5
ドクターアリスによるドクタークロンベルに対抗するために作られたチーム。棺の回収任務にあたっていたはずのジェイクとマリ、M-21、M-24の消息を追い、日本へとやってきた。
身体能力を向上させる薬、『D』を携帯しており、それを飲むと力を倍増させることができるが、正体はクランスが自身の力を向上させるために必要な力を得るために与えられたものであり、他のメンバー4人はクランスの栄養になるための存在に過ぎなかった。
クランス
声 - 笠間淳
DA-5のリーダーである屈強な男性。 部下の手綱を握るのが上手いが残酷な一面をものぞかせる。レジスと対峙し劣勢に立たされていたシャークを吸収し、身体能力をさらに向上させてレジスを圧倒する。
だが最後にはレジスを救出しにいったライの力によって消滅させられた。
シャーク
声 - 福原かつみ
DA-5のメンバー。フィンガーナイフを愛用している長髪の男。傲慢な性格で、タキオが任務中に逃がしていた関係ない一般人をも惨殺する戦闘狂。レジスと対峙するも力及ばず、最後には『D』を飲んだクランスに力を吸収され屍となり死亡した。
ハマー
声 - 山田浩貴
DA-5のメンバー。常にジャンクフードを食べているモヒカン男。火器や爆発物のスペシャリストでシャークと仲が良い。事態を見極める冷静な面もあるがメンバー内での衝突やタオやタキオの葛藤を面白がったりするなど根は非道。
レジスを救出するためにビルに向かったセーラと対峙。最後にはセーラのデスサイズによる一撃であっけなく死亡した。

### ウェアウルフ
戦闘を好む一族。長命で強大な戦闘力を持つが、貴族とは違って精神支配の能力を持たないため閉鎖的。そのため人間達の間では滅んだと思われていた種族。ウェアウルフの中でも戦士である者達はクルーによるチームで行動する。異なるクルー同士での牽制も行われている。
ムジャカ
ウェアウルフの元ロードでありライジェルと互角の強さを持つ存在。ライジェルを長い間睡眠期につかせた張本人。ライジェルと衝突する前は彼の唯一の友人であった。
長い銀髪をした長身の野生的な風貌の青年。基本的に奔放且つ気まぐれだが、ロードであっただけに冷静且つ温和な人柄だった。ただし、自身はロードとしての己の立場に窮屈さと孤独を感じており、似た立場のライジェルと出会い、良き友人となった。しかし、人間達の争いで人間の女性との間に儲けた娘を失い、それが原因で人間を殺戮しようとするも、それを止めようとしたライジェルと衝突し、壮絶な一騎打ちを繰り広げた末に相打ちとなり互いに長き眠りに就くことになった。

## アニメ
2015年の第17回富川国際アニメーション映画祭にてスタジオアニマル制作によるアニメーション作品が公開された。
翌2016年にProduction I.G制作によるOVA『NOBLESSE:Awakening』が配信された。2020年10月から12月までOVAの後日譚にあたるテレビアニメ『NOBLESSE -ノブレス-』がTOKYO MXほかにて放送された。同作はCrunchyrollのオリジナル作品として世界展開される。

### スタッフ
|                              | OVA                   | TV                                                                           |
| ---------------------------- | --------------------- | ---------------------------------------------------------------------------- |
| 原作                         | Jeho Son、Kwangsu Lee | Jeho Son、Kwangsu Lee                                                        |
| 総監督                       | 多田俊介              | 多田俊介                                                                     |
| 監督                         | 松澤建一              | 山本靖貴                                                                     |
| シリーズ構成                 |                       | ハラダサヤカ                                                                 |
| キャラクターデザイン         | 海島千本              | 石井明治                                                                     |
| 総作画監督                   | 石井明治              | 石井明治                                                                     |
| 美術監督 美術設定            | 田中孝典              | 田中孝典                                                                     |
| 美術監督 美術設定            | 嶋田昭夫              |                                                                              |
| 色彩設計                     | 遊佐久美子            | 遊佐久美子                                                                   |
| 3D監督                       |                       | 森本シグマ                                                                   |
| 撮影監督                     | 江面久                | 今泉秀樹、船越雄弦                                                           |
| 編集                         | 植松淳一              | 長坂智樹                                                                     |
| 音響監督                     | 鐘江徹                | 鐘江徹                                                                       |
| 音楽                         | 池頼広                | 池頼広                                                                       |
| 音楽                         | 成田旬                |                                                                              |
| プロデューサー               |                       | Hyungil Kim、Sangwoo Hwangbo Sinbae Kim、Yonghwan Kim Jiyeoun Kwun、黒須信彦 |
| アニメーションプロデューサー |                       | 河原淳一郎、吉澤佑実子                                                       |
| 制作                         | Production I.G        | Production I.G                                                               |
| 企画プロデュース             |                       | SOLA ENTERTAINMENT                                                           |
| 製作                         |                       | Crunchyroll Production                                                       |

### 主題歌
テレビアニメ版のOP・EDはともに日本語、朝鮮語、英語の3か国語で歌唱されており、放送地域に対応した言語の楽曲が使用される。
「BREAKING DAWN Produced by HYDE」
ジェジュンによるテレビアニメ版オープニングテーマ。作詞・作曲・編曲はHYDEおよびHiroshi Kido、Yuki Tsujimura、PABLO、Ali、Taku Yoshioka。
「Etoile」
OH MY GIRLによるテレビアニメ版エンディングテーマ。作詞・作曲は水流雄一朗、alura、The Answer、MiRai、R!N、Ryo Ito、編曲はThe Answer。

### 各話リスト
| 話数       | サブタイトル                          | 脚本         | 絵コンテ          | 演出                  | 作画監督 | 初放送日       |
| ---------- | ------------------------------------- | ------------ | ----------------- | --------------------- | --- | -------------- |
| Episode 01 | 守るべきもの／Ordinary                | ハラダサヤカ | 山本靖貴          | 山本靖貴              | 石井明治 | 2020年 10月8日 |
| Episode 02 | 戦う理由／Nobility                    | ハラダサヤカ | 佐山聖子          | 河原龍太              | 小谷杏子 佐光幸恵 鈴木明日香 蘇武裕子 永島明子 東島久志                                                          | 10月15日       |
| Episode 03 | 夜の足音／Fall Out                    | 谷村大四郎   | 頂真司            | 鈴木萌                | 高崎美里 兵渡勝 古俣太一 田中智子                                                                                | 10月22日       |
| Episode 04 | 蜘蛛の巣／Long Fall                   | 谷村大四郎   | 頂真司            | 原田奈奈              | 山村直己 川口千里                                                                                                | 10月29日       |
| Episode 05 | 友の手／Fight for...                  | 大東大介     | 佐山聖子          | 小笠原一馬            | 永島明子 中島裕里 菊池政芳 畠山元 宮野健                                                                         | 11月5日        |
| Episode 06 | 大いなる力／Raizel                    | 大東大介     | 寺岡巌 外川慶     | 山本靖貴 うえだしげる | 山口飛鳥 蘇武裕子 中島裕里 石井明治 佐光幸恵 吉岡毅 鈴木明日香 菊池政芳                                          | 11月12日       |
| Episode 07 | 気になるあの娘は貴族様／Unforgettable | 谷村大四郎   | 佐山聖子          | 多田俊介              | 植田実 蘇武裕子 石井明治 八尋裕子                                                                                | 11月19日       |
| Episode 08 | フランケンシュタイン／First Contact   | ハラダサヤカ | 頂真司            | 原田奈奈              | 山村直己 山岸正和                                                                                                | 11月26日       |
| Episode 09 | 血の契約／Devote                      | ハラダサヤカ | 河野亜矢子 米林拓 | 中西伸彰              | 藤田真弓 金璐浩 永田文宏                                                                                         | 12月3日        |
| Episode 10 | 危険な男／LOVEPARADE                  | ササキムリ   | 横山和基          | 横山和基              | 小谷杏子 永島明子 手塚麻美 TOMATO 劉雲留 菊池政芳 畠山元 宮野健                                                  | 12月10日       |
| Episode 11 | ロード／Lost Child                    | ササキムリ   | 相澤伽月          | 伊部勇志              | 古俣太一 田中智子 高崎美里 大竹守                                                                                | 12月17日       |
| Episode 12 | 全ては、正しくあるために／Execution   | 谷村大四郎   | 安彦英二          | 小笠原一馬 松澤健一   | 鈴木明日香 植田実 山口飛鳥 中島裕里 蘇武裕子 石井明治 佐光幸恵 濱中朋子 樋口靖子 万年麻美 菊池政芳 畠山元 宮野健 | 12月24日       |
| Episode 13 | ノブレス／Take Her Hand               | ハラダサヤカ | 佐山聖子          | 山本靖貴              | 石井明治 中島裕里 永島明子 蘇武裕子 小谷杏子 手塚麻美 榎本花子 山本径子 山梶明美 マスケット                      | 12月31日       |

### 放送局
| 放送期間                                                                           | 放送時間                     | 放送局   | 対象地域 | 備考                 |
| ---------------------------------------------------------------------------------- | ---------------------------- | -------- | -------- | -------------------- |
| 2020年10月8日 - 12月31日                                                           | 木曜 0:00 - 0:30（水曜深夜） | TOKYO MX | 東京都   |                      |
|                                                                                    | 木曜 1:30 - 2:00（水曜深夜） | BS11     | 日本全域 | BS放送 /『ANIME+』枠 |
| 本放送前の9月28日にはOVAおよびキャスト・スタッフのコメントで構成された特番を放送。 |                              |          |          |                      |

| 配信開始日    | 配信時間                   | 配信サイト |
| ------------- | -------------------------- | --- |
| 2020年10月7日 | 木曜 0:30（水曜深夜） 更新 | ABEMA Amazonプライム・ビデオ dアニメストア FOD GYAO! J:COMオンデマンド milplus TELASA TSUTAYA TV U-NEXT あにてれ アニメ放題 ニコニコ生放送 ニコニコチャンネル バンダイチャンネル ひかりTV ふらっと動画 DMM.com Google Play GYAO!ストア music.jp HAPPY!動画 Rakuten TV VIDEX ゲオTV ビデオマーケット ムービーフルPlus |